# Jeziorko (Ryn)
Pour les articles homonymes, voir Jeziorko.
Jeziorko est un village polonais de la voïvodie de Varmie-Mazurie, dans le powiat de Giżycko.